# Dictionnaire biographique illustré des artistes en Belgique depuis 1830
Pour les articles homonymes, voir Arto (homonymie).
Le Dictionnaire biographique illustré des artistes en Belgique depuis 1830, communément appelé L'Arto, est un ouvrage de référence concernant les artistes plasticiens belges.

## Présentation
Il contient 150 illustrations en couleur et noir-et-blanc et plus de 7 000 biographies d'artistes qui ont travaillé, ou travaillent en Belgique depuis 1830.

### Articles connexes

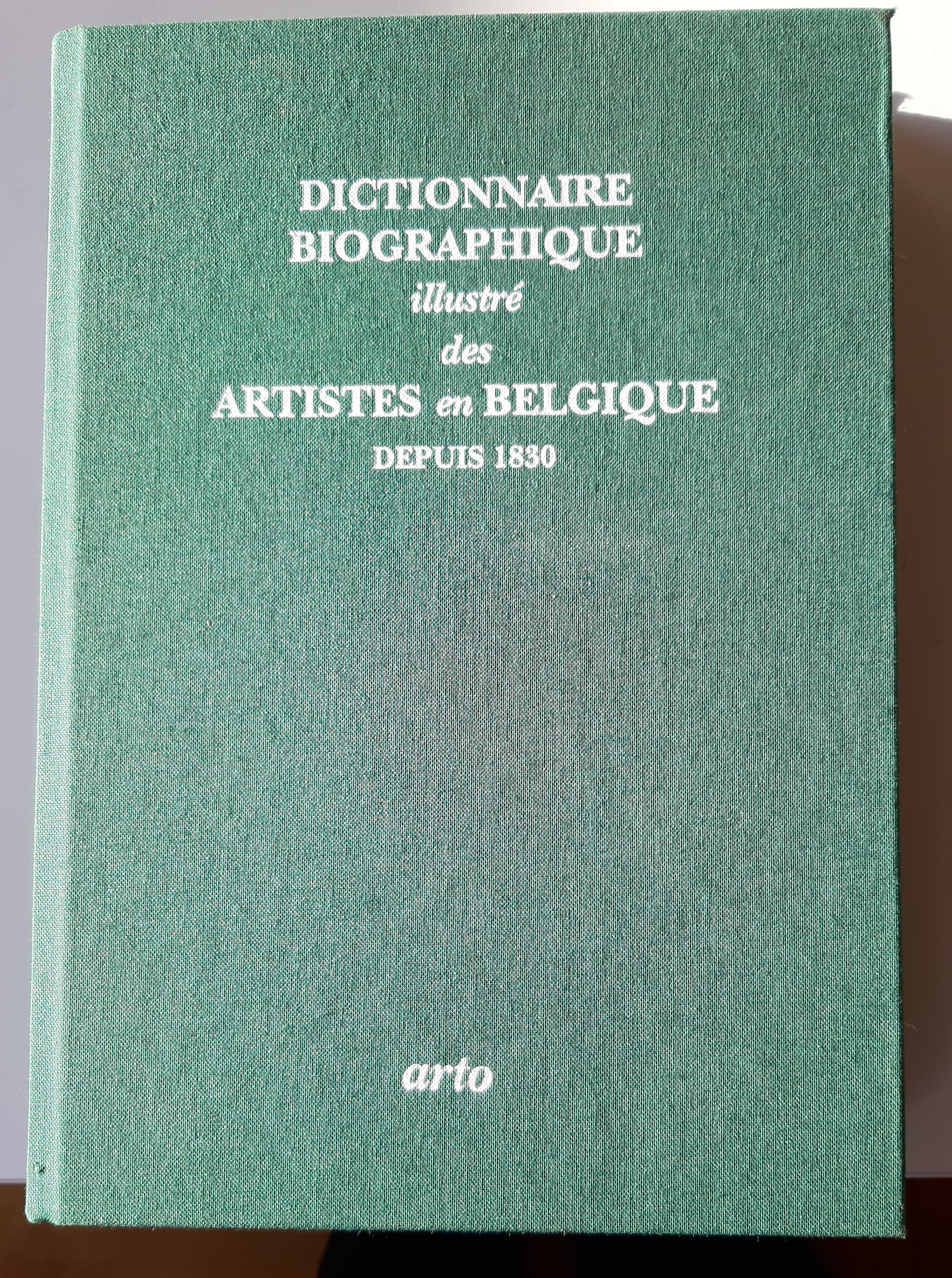